# Горнберг
Горнберг (нім. Hornberg) — місто в Німеччині, знаходиться в землі Баден-Вюртемберг. Підпорядковується адміністративному округу Фрайбург. Входить до складу району Ортенау.
Площа — 54,45 км2. Населення становить 4292 ос. (станом на 31 грудня 2020).